# Stigmata (Lied)
Stigmata ist ein Lied der Industrial-Metal-Band Ministry, das die Band 1988 veröffentlichte. Es erschien in der Frühphase des Genres und avancierte zu einem Genreklassiker und Clubhit.

## Hintergrund und Veröffentlichungen
Das Stück Stigmata entstand im Abschluss der Entstehung des Albums The Land of Rape and Honey. Al Jourgensen schrieb das Stück zügig und grob, da das Album seinem Eindruck nach ein letztes Stück benötigte. Jourgensen nutzte, wie beim gesamten Album eine von William S. Burroughs inspirierte Cut-up-Technik, bei der er die Bänder zerschnitt und wieder zusammensetzte, bis ihm das Endergebnis gefiel. Für das zügig geschriebene Stigmata nutzte er, anders als bei den weiteren Stücken des Albums, hinzukommend gesampelte Gitarrenspuren.
Persönlich lehnte er das Stück als zu simpel ab, räumte allerdings ein, dass es eines der beliebtesten der Band gelte. Sire Records veröffentlichte das Stück im August 1988 als Single zu dem im Oktober folgenden Album The Land of Rape and Honey. Das Stück wurde zu einem Club-Hit. Ein zugehöriges Musikvideo gelang in die Rotation von MTV. Das Video ist ein Zusammenschnitt grobkörniger überwiegend monochromer Filmaufnahmen. Darunter Bildern von Maschinen, Zahnrädern, Symbolen, Gebäuden mit Schattenwürfen, einigen Personen denen zu Beginn des Videos der Kopf rasiert wird, Paul Barker auf einem Motorrad und den an einer Wand lehnenden Jourgensen, sowie die Band während eines Auftritts. In Farbe werden stroboskopartige Montagen von Augen gezeigt.

## Musik und Text
Der gesprochene, geknurrte und gebellte Gesang ist stark verzerrt. Der Text handelt von Verrat und bedient sich einer Sprache die Reich an Metaphern mit masochistischen und düster-humorvollen Bildern agiert. Steve Huey von AllMusic hob in seiner Besprechung des Stücks einzelne Passagen als besondere Highlights hervor: „Just like a car crash/just like a knife/my favorite weapon/is the look in your eyes“, „I’m chewing on glass and eating my fingers“ und „cutting my face/and walking on splinters/I lost my soul/to the look in your eyes“. Auf dem Live-Album In Case You didn’t feel like showing up schließt das Stück mit einer sich wiederholenden „Fuck“-Tirade die in der Studioversion fehlt und mit dem ausgespienen „Fuck“ neben allen und jedem „Fuck You, Fuck everyone“ unterschiedliche Persönlichkeiten, darunter George und Barbara Bush, Tipper Gore und Manuel Noriega, sowie Religionen und deren Institutionen als Lügner attackiert. Im Finale des Stücks reiht sich Jourgensen in die angegriffene Gruppe.

„Fuck you, fuck me, fuck all of you“

Stigmata wurde im 4/4-Takt und im Grundton C-Dur bei einem Tempo von 154 BpM geschrieben. Das Stück gilt als besonders emotional, enorm energiegeladen und tanzbar. Als, neben dem verzerrten Gesang, prägnant und stilbildend erwies sich das von Big Black beeinflusste Schlagzeugspiel mit hellem Delayeffekt auf der Kickdrum und das schnelle Gitarrenriff mit Pitchbending-Effekt.

## Bedeutung
Ministry schuf mit dem Stück keinen generell neuen Stil. Der Band vorweg hatten Gruppen wie Big Black und The Young Gods ähnliche Ansätze gezeigt, allerdings konnte Ministry über den Vertragspartner Sire Records und die Produktion des Musikvideos in den Mainstream durchdringen. Zeitgleich waren die Musiker eng an die Post-Industrial-Szene von Chicago gebunden und wurden über diverse Kooperationen mit dem Label Wax Trax! Records assoziiert. So gilt Stigmata als wichtiges Stück für den Erfolg und die Ausgestaltung und den Erfolg des Genres Industrial Rock beziehungsweise Industrial Metal.